# Постлевый анархизм
Постлевый анархизм (англ. post-left anarchy), постлефтизм — вид анархизма, критикующий левый анархизм (анархо-коммунизм, анархо-синдикализм, платформизм), и близкий по своим идеям к анархо-примитивизму, эгоистическому анархизму, постанархизму и повстанческому анархизму.
Постлевый анархизм стремится дистанцироваться от традиционной «левой политики» и вообще покинуть жёсткие пределы идеологий. Постлевые анархисты утверждают, что анархизм был ослаблен тем, что слишком долго был частью «левого» движения, и единственным решением данной проблемы называется синтез разных направлений анархической мысли и самоопределение антиавторитарного революционного движения вне левого дискурса.
Журналы Anarchy: A Journal of Desire Armed, Green Anarchy и Fifth Estate принимали участие в разработке теории постлевого анархизма. Сейчас постлевым анархизмом занимается сетевое сообщество CrimethInc..
К постлевым можно причислить таких анархистов, как Хаким Бей, Боб Блэк, Джон Зерзан, Джейсон МакКуинн, Фреди Перлман, Лоуренс Джараш и Ферал Фавн.
В качестве примера постлефтистских работ можно привести книгу «Анархия в эпоху динозавров» (Anarchy in the Age of Dinosaurs) и эссе Your Politics Are Boring as Fuck.
Джейсон МакКуинн описывает левые организации как организации с иерархической структурой и выделяет четыре признака левой организации: редукционизм, специализация (каждый в организации специализируется на своей функции), замещение революционеров формальной организацией и идеология, в которой иерархическая организация и социальные роли стали основным предметом теории.
Для противодействия этим тенденциям постлевые анархисты считают нужным создавать автономные зоны со свободной инициативой и свободные объединения, отказавшиеся от политической власти и идеологии, децентрализованные организации на основе консенсуса

### Критика
- Букчин М. Социальный анархизм или анархизм образа жизни? — Самоопределение, 2013. — 95 с.
- Бессмертный К. Неоанархизм